# Gabriel Enrique Gómez
Gabriel Enrique Gómez Girón, född 29 maj 1984 i Panama City, är en panamansk fotbollsspelare.
Girón spelar sedan 2020  i San Francisco FC och Panamas landslag. Han är den som har gjort flest landskamper för Panamas landslag.

## Karriär

### Klubblag
I början av sin karriär så spelade Gómez för olika lag i Panama och Colombia. Under 2007 fick han dock chansen i Europa då han blev utlånad till portugisiska Belenenses, som senare köpte loss honom från Santa Fe. Säsongen 2009/10 blev Belenenses nedflyttade från Primeira Liga och Gomez lämnade då klubben. Han spelade en säsong i för cypriotiska Ermis, innan han 2011 vände tillbaka till Sydamerika för spel i La Equidad.
Säsongen 2012 skrev Gómez på för Philadelphia Union i MLS, där han hade sin målmässigt bästa säsong med sex mål på 24 matcher. Han fortsatte att byta klubbar snabbt och spelade i Junior Barranquilla, San Francisco och Herediano, innan han i januari 2016 blev utlånad till Cartaginés.

### Landslag
Gabriel Gómez spelade i U20-VM 2003 i Förenade Arabemiraten. Sin debut för seniorlaget gjorde han 9 februari 2003 mot El Salvador i Copa Centroamericana. Han har varit med och vunnit två silver och ett brons i CONCACAF Gold Cup.

## Meriter
Herediano
- Primera División: 2015

Panama
- CONCACAF Gold Cup
  - Silver: 2005, 2013
  - Brons: 2015